# Abdalonyme
Abdalonyme ou  Abdalonymos (en grec ancien Ἀβδαλώνιμος, de son vrai nom sémite Abd-elonim, "serviteur des dieux") est un descendant des rois de Sidon qu'Alexandre le Grand rétablit sur le trône en décembre 333 av. J.-C. à la place de Straton fils de Tennès, bien que ce dernier se soit soumis à Alexandre.

## Biographie
Il descend des rois du pays, mais il vit dans la plus grande pauvreté et est réduit à cultiver son jardin de ses propres mains lorsqu'il est rétabli sur le trône peu après la bataille d'Issos (novembre 333 av. J.-C.) par Alexandre, sur la recommandation d'Héphestion. L'épisode est raconté par Quinte-Curce, Diodore de Sicile et Justin; Plutarque transpose l'histoire à Chypre dans la ville de Paphos. 
Pollux signale qu'il offre au cours de son règne en cadeau à Alexandre des parfums, une des spécialités de Sidon. 
Un fils lui succède sur le trône, mais l'ascension de Philoclès fils d'Apollodore marque probablement la fin de sa lignée.
Il est souvent considéré comme le commanditaire du célèbre "sarcophage d'Alexandre", mais cette attribution fait débat.

## Postérité
La vie d'Abdalonyme a inspiré les peintres, notamment Jean II Restout (tableau à Orléans, musée des Beaux-Arts). 
Ella a aussi inspiré des pièces de théâtre, comme Abdalonyme, ou le Couronnement, pièce héroïque en un acte et en vers, par un des plus anciens auteurs de la Comédie-Française, le baron Ernest de Manteuffel, et Abdolonyme, tragédie de Fontenelle.